# باشگاه فوتبال استاولی مینرز ولفار
باشگاه فوتبال استاولی مینرز ولفار (به انگلیسی: Staveley Miners Welfare Football Club) یک باشگاه فوتبال در شهر استاولی، دربی‌شایر، کشور انگلستان است که در سال ۱۹۶۲ میلادی تأسیس شده‌است.